# Aleix Gómez
Aleix Gómez Abelló, född 7 maj 1997 i Sabadell, är en spansk handbollsspelare (högersexa), som spelar för FC Barcelona och det spanska landslaget.

## Individuella utmärkelser
- All-Star Team som bäste högersexa vid EM 2022[3]
- All-Star Team som bäste högersexa vid OS 2020 i Tokyo[4]
- All-Star Team som bäste högersexa i EHF Champions League 2021[5] och 2022[6]
- Skytteligavinnare EHF Champions League 2022 (104 mål)
- Bästa unga spelare i EHF Champions League 2020[7]
- All-Star Team som bäste högersexa i U21-VM 2017[8]